# Adele Gloria
Clelia Adele Gloria (* 9. Februar 1910 in Catania, Italien; † 8. September 1984 in Rom, Italien) war eine italienische Malerin, Fotografin, Bildhauerin und Dichterin. Sie nahm als einzige sizilianische Frau an der futuristischen Bewegung teil und experimentierte mit den unterschiedlichsten Bereichen des künstlerischen Ausdrucks.

## Leben und Werk
Gloria war die Tochter des Besitzers einer Tapetenfirma, Vincenzo Gloria, und Carmela D’Angelo. Als Autodidaktin begann Gloria früh zu malen und zu dichten. Sie wandte sich 1932 dem Futurismus und der Kunstszene in Messina um den Maler Giulio D’Anna zu, der sie Filippo Tommaso Marinetti und Mino Somenzi vorstellte. Sie wurde auch bekannt mit dem Schriftsteller Guglielmo Jannelli und den Futuristen aus Catania, Nino Zuccarello und Giacomo Etna. Nach einem Familienstreit schickte sie Marinetti ohne Absender ein Gedicht nach Rom, welches in der offiziellen Zeitschrift der Bewegung Futurismo abgedruckt wurde. Später besuchte Marinetti, der sich für eine Konferenz in Catania aufhielt, sie in ihrem Haus, um sie zur Teilnahme an einer Lesung einzuladen. Während der Konferenz im Club Lyceum rezitierte Marinetti eines ihrer Gedichte und stellte sie der Öffentlichkeit vor.
Gloria veröffentlichte 1933 ihren ersten Roman Il conte si è ucciso. Im folgenden Jahr wurde ihre Sammlung von Gedichten poesie a parole libere in Catania gedruckt von der Verlagsgesellschaft, die ihrem Bruder Alberto Maria Gloria gehörte. Ab 1933 schrieb sie literarische Texte für die faschistische Zeitung Il popolo di Sicilia (Catania) und ab 1939 publizierte sie dort touristische und historische Reportagen, persönliche oder autobiografische Betrachtungen und Literatur-Kritiken sowie auch eigene Zeichnungen und Artikel über Mode. 1934 gab ihr Bruder den Gedichtband FF.SS. "89  heraus, eine Sammlung, die ihren Titel von dem gleichnamigen Schnellzug von Catania nach Rom hat, als Symbol für Bewegung wie auch ihre persönliche Befreiung.
Marinetti zählte sie 1934 zum zweiten, lyrisch-räumlichen Stil der Aeropittura um Gerardo Dottori und Benedetta Cappa Marinetti.

## Malerin und Bildhauerin und Fotografin
In ihrer Malerei nahm Goria vor allem mit ihren Flugbildern futuristische Themen auf. 1933 stellte sie in Rom in der 1. Nationalen Ausstellung für futuristische Kunst und von 1934 bis 1939 in den Ausstellungen der Sizilianischen Union der Schönen Künste aus. Sie stellte vier Gemälde in der Futuristenausstellung aus, die 1933 im Palazzo Ducale in Mantua eingerichtet wurde und nahm an der Ausstellung Futuristische Hommage an Umberto Boccioni teil. 1935 war sie bei der II. Quadriennale in Rom und 1939 in der 1. Kunstausstellung für Frauen in Catania.
Auf Anregung ihres anderen Bruders Angelo Gloria, eines Filmschauspielers, betrieb sie fotografische Recherchen. Von 1932 bis 1935 entstanden autobiografische, auch sequenzielle Foto-Collagen aus Selbst-Porträts und Familienfotos. Nach 1935 beschäftigte sie sich mit Bildhauerei und Reliefs. 1939 kennzeichnete ihre plastischen figürlichen Arbeiten ein expressives Modellieren.
Goria heiratete 1941 den Sportjournalisten von Il Messaggero, Rizieri Grandi, mit dem sie in Rom lebte und sich noch immer mit künstlerischen Avantgarden beschäftigte.
Sie starb am 8. September 1984 in ihrem Haus in Cinecittà.
Ihre Werke wurden in vielen Ausstellungen in Rom und Sizilien gezeigt.

## Ausstellungen (Auswahl)
- 2021: The New Woman Behind the Camera, National Gallery of Art, Washington, D.C.
- 2022: The New Woman Behind the Camera. The Metropolitan Museum of Art, New York City